# 法器
法器或法具，是宗教用语，泛指在佛教、道教裏供儀式使用的器具。在佛教裡也叫佛器、佛具。

## 佛教
在佛教中，「法器」狹義上指供奉在佛像前的小型器物；若廣義言之，則寺院中的室內裝飾用具（如幢、幡）、佛像前的供奉用具（如香爐、燭台）和僧人在祈禱、修行等事務中的用具（如念珠、禪杖、袈裟）等佛教舉行宗教儀式和修習佛法所需之用具，均可稱為「法器」。此外，還可將具備傳承佛法所需才能和器量的人稱為「法器」。

## 道教
在道教中，「法器」主要指在舉行齋醮等宗教儀式中用以顯示法力的象征性用具，一類用以啟奏神靈、覲見祖師及驅惡鎮邪（如八卦鏡、如意、寶劍和令旗）；一類則為各種打擊樂器（如鐘、鼓、木魚），在道士唱誦經文時作伴奏或作法時作獨奏；此外，這一概念可推而廣之至道教宮觀中的陳設佈置，凡道士在宮觀和壇場中所用，均屬「法器」或「法具」之列。:543:1593-1594